# Alleluja!
Alleluja! (Hallelujah) è un film del 1929 diretto da King Vidor.
Primo film della storia del cinema a mostrare la vita dei neri del Sud degli Stati Uniti, è notevole per la forza delle immagini e l'uso della musica, ma datato per l'impostazione ideologica.

## Riconoscimenti
Ha ricevuto una candidatura ai Premi Oscar per il miglior regista.
Nel 1929 è stato indicato tra i migliori dieci film dell'anno dal National Board of Review of Motion Pictures.
Nel 2008 è stato scelto per essere conservato nel National Film Registry della Biblioteca del Congresso degli Stati Uniti.